# Serrat 100x100 (gira)
Serrat 100 x 100 es el nombre de una gira de conciertos en directo del cantautor Joan Manuel Serrat, guitarra y voz, acompañado al piano por Ricard Miralles, una gira de carácter intimista y en formato acústico programada en teatros de mediano y pequeño aforo en España y América, el repertorio hizo un repaso a las canciones clásicas y más reconocidas del cancionero de Serrat.

## Descripción
La gira se llevó a cabo entre 2005 y 2007, y fue retomada por Serrat en 2008 por algunos países de América y España (2009). No ha sido editado disco de la misma, aunque ha sido una de las mejores de los últimos años de su trayectoria, ya que destacaba especialmente la esencia de las canciones de Serrat. La gira también fue conocida con el nombre 100x100 Serrat.
La gira se inició el día 6 de mayo de 2005 en el Teatro Calderón de Valladolid, para seguir con la gira por toda España. A destacar los conciertos programados en el Teatre Grec de Barcelona (del 7 al 10 de julio) y los ya tradicionales del Teatro Albéniz de Madrid (del 6 al 16 de octubre). El primer concierto en América fue en Colombia en los últimos días de agosto de 2005 y durante los meses de noviembre y diciembre hubo conciertos de Serrat en Chile, Argentina y Uruguay. Inicia el 2006 con una mini-gira por Castilla-La Mancha para después ofrecer una serie de conciertos por diferentes ciudades de México.
Tras la gira de su disco en catalán “Mô”, Serrat retomó la gira Serrat 100x100 para llegar con ella hasta el año 2007, con conciertos en Canarias, País Vasco y otros lugares de la península y volviendo de nuevo con su gira a Latinoamérica: Puerto Rico, Uruguay, Chile y Argentina.
En junio de 2008, y tras su exitosa gira conjunta con Joaquín Sabina: Dos pájaros de un tiro reemprende la gira Serrat 100x100 por diversos países de América en el último trimestre de 2008. El primer concierto de la nueva edición de la gira tiene lugar el 30 de septiembre de 2008 en Monterrey (México). La gira continuará después por otras ciudades de México, Puerto Rico, Estados Unidos, República Dominicana, Colombia, Chile, Argentina y Uruguay. La gira se reanuda por España a finales de enero de 2009 para finalizar el 1 de agosto, intercalando algunos conciertos más en Chile y Argentina en febrero y marzo de 2009.

## Repertorio
Algunas canciones del repertorio que ha cantado en esta gira, canciones que fueron variando en los diversos conciertos y países que recorrió, en los conciertos en tierras catalanas su repertorio estuvo compuesto por un mayor número de temas en catalán:
La lluna, Cançó de bressol, És quan dormo que hi veig clar, De mica en mica, Res no és mesquí, Señora, Me´n vaig a peu, Els vells amants-Com ho fa el vent (versión conjunta e instrumental de ambos temas por Ricard Miralles), Cançó de matinada, Malamar, inédita hasta la fecha, y grabada en su disco posterior "Mô"), Seria fantàstic, Pare, Romance de Curro el Palmo, Hoy puede ser un gran día, Helena, La saeta, Paraules d'amor, Aquellas pequeñas cosas, Mediterráneo, Esos locos bajitos, Fa vint anys que dic que fa vint anys que tinc vint anys (tercera versión de esta vieja canción para adaptarla a sus 60 años), Disculpe el señor, Es caprichoso el azar, Muñeca rusa, Cantares, De vez en cuando la vida, Mô (en los últimos conciertos de la gira, en 2007), Yo me manejo bien con todo el mundo, Me gusta todo de ti, Benito, Penélope, Tu nombre me sabe a yerba, Cremant núvols (en los últimos conciertos de la gira, en 2007), Pueblo blanco, Para la libertad, Lucía, Fiesta.